# Obština Nesebar
Obština Nesebar (bulharsky Община Несебър) je bulharská jednotka územní samosprávy v Burgaské oblasti. Leží ve východním Bulharsku na pobřeží Černého moře. Sídlem obštiny je město Nesebăr, kromě něj zahrnuje obština 1 město a 12 vesnic. Žije zde přes 21 tisíc stálých obyvatel.

## Sídla
| - Baňa - Emona - Gjuljovca - Košarica - Koznica | - Nesebăr (sídlo správy) - Obzor - Orizare - Panicovo - Priselci | - Rakovskovo - Ravda - Sveti Vlas - Tănkovo |

## Sousední obštiny
| Růžice kompasu | Dolni Čiflik | Bjala           |  | Růžice kompasu |
| Růžice kompasu | Pomorie      | Sever           |  | Růžice kompasu |
| Růžice kompasu | Pomorie      | Obština Nesebar |  | Růžice kompasu |
| Růžice kompasu | Pomorie      | Jih             |  | Růžice kompasu |
| Růžice kompasu |              |                 |  | Růžice kompasu |

## Obyvatelstvo
V obštině žije 21 506 stálých obyvatel a včetně přechodně hlášených obyvatel 24 543. Podle sčítáni 1. února 2011 bylo národnostní složení následující:
- Bulhaři: 18 367 (89.5 %)
- Turci: 1 240 (6.0 %)
- Romové: 565 (2.8 %)
- ostatní: 339 (1.7 %)